# Chrysopa ricana
Chrysopa ricana is een insect uit de familie van de gaasvliegen (Chrysopidae), die tot de orde netvleugeligen (Neuroptera) behoort. 
Chrysopa ricana is voor het eerst wetenschappelijk beschreven door Navás in 1929.